# Wharepoke Falls
Die Wharepoke Falls sind ein Wasserfall des Kerikeri River auf der Nordinsel Neuseelands. Er liegt nördlich des Ortszentrums von Kerikeri in der Region Northland. Seine Fallhöhe beträgt 5 Meter. Wenige hundert Meter stromaufwärts in westlicher Richtung befinden sich die bekannteren Rainbow Falls.
Vom Besucherparkplatz an der Landing Road in Kerikeri führt der Kerikeri River Track in 20 Gehminuten zum Wasserfall.